# تجارت سبز
تجارت سبز همه شکل‌های تجارت مالی زیست‌محیطی، از جمله دی‌اکسید کربن، دی‌اکسید گوگرد (باران اسیدی)، اکسید نیتروژن (ازون)، اعتبارهای انرژی تجدیدپذیر، و بهره‌وری انرژی (نگاوات) را دربر می‌گیرد.
همه این بازارهای مالی، محیطی نوظهور و تثبیت‌شده دارای یک وجه مشترک هستند و آن وجه، کسب سود در اقتصاد نوظهور جبران انتشار گازهای گلخانه ای با سرمایه‌گذاری در "فناوری‌های پاک است.
تجارت سبز مدعی تغییر سریع به محیطی زیستی پاک‌تر با استفاده از مشوق‌های مبتنی بر بازار است که کاربرد آن‌ها جهانی است. برخی مثال‌ها، مانند بازار کربن یا بازار دی‌اکسید گوگر، نشان می‌دهد که سیستم‌های مبتنی بر بازار به احتمال زیاد از نظر زیست‌محیطی مؤثر هستند، زیرا سیستم‌های بازار، سبب هدایت سیاست‌گذاری‌های کاهش آلاینده‌ها به سوی منابع نسبتاً بزرگ‌تر و پرکاربردتر با شدت انتشار نسبتاً بالا هستند.
بسیاری از پروژه‌های کنونی برای پیشبرد فناوری‌های سبز، دریافت‌کنندگان بودجه‌ای هستند که از طریق بازار داوطلبانه کربن جبرانی، در ایالات متحده ایجاد می‌شوند. اگرچه در حال حاضر الزام قانونی به انجام این کار نیست، اما بسیاری از شرکت‌ها به دنبال راه‌هایی برای پاکسازی اثرات زیست‌محیطی خود هستند. شیوه‌های بد تولید انرژی را که نمی‌توان از بین برد، ممکن است منسوخ و حذف شوند؛ به خصوص که آنها پروژه‌هایی را تأمین مالی می‌کنند که فعالانه در حال توسعه شیوه‌های انرژی پاک‌تر و افزایش بهره‌وری انرژی در آینده هستند.
در نوامبر ۲۰۰۸، در یک مشارکت منحصر به فرد که توسط Verus Carbon Neutral کلید زده شد، ۱۷ کسب و کار در ویرجینیا هایلند آتلانتا گرد هم آمدند تا خود را به عنوان اولین منطقه کربن خنثی در ایالات متحده تثبیت کنند. تلاش‌های آنها اکنون پروژه ترسیب کربن دره وود را تأمین می‌کند که نخستین پروژه‌ای است که از سوی تبادل آب و هوای شیکاگو تأیید می‌شود.